# Almira (Washington)
Almira è un comune (town) degli Stati Uniti d'America nella contea di Lincoln nello Stato di Washington.

## Geografia fisica
Secondo lo United States Census Bureau, il comune ha un'area totale di 1,3 km².

## Società

### Evoluzione demografica
Nel censimento del 2010, si contavano 284 abitanti, 119 famiglie in totale, 84 delle quali residenti nel centro abitato. La densità di popolazione era di 218,5 ab./km². Vi erano 155 unità abitative a una densità media di 115,1 un.ab./km². La composizione per razze era costituita da: 95,1% bianchi, 0,7% nativi americani, 0,7% asiatici e il 3,5% di origine mista.
Delle 119 famiglie presenti il 24,4% avevano bambini sotto i 18 che vivevano con loro, il 56,3% erano coppie sposate che vivono insieme, l'8,4% ha un capofamiglia femminile senza presenza del marito, il 5,9% ha un capofamiglia maschile senza presenza della moglie, e il 29,4% erano non-famiglie. Il 25,2% di tutte le famiglie erano costituite da singoli individui, in particolare il 18,4% sono persone sole di 65 anni o più. Il numero medio di componenti delle famiglie, intese in senso ampio, era di 2,39, delle famiglie in senso stretto era di 2,83.
Il 20,8% degli abitanti ha meno di 18 anni, l'8,1% 18-24, il 17,2% 25-44, il 29,3% 45-64, e il 24,6% ha 65 anni o più. L'età media era di 48,7 anni. Le femmine sono il 48,6% degli abitanti.
Nel 2000 il reddito medio per una famiglia in senso ampio era di $ 30.208 ed il reddito medio per una famiglia in senso stretto era di $ 34.107. I maschi avevano un reddito medio di $ 26.429 contro i $ 36.563 delle femmine. Il reddito pro capite era di $ 15.769. Circa il 16,5% delle famiglie e il 21,0% della popolazione erano sotto la soglia di povertà, di cui il 29,9% di età inferiore a 18 anni e il 12,8% di età superiore o uguale a 65 anni.